# Yukio Imamura
Pour les articles homonymes, voir Imamura et Yukio.
Yukio Imamura (今村 幸生, Imamura Yukio) est un peintre japonais du XXe siècle, né en 1935 à Ise (Préfecture de Mie). Une partie de son activité se passe en France.

## Biographie
Yukio Imamura est un peintre, dessinateur, auteur de performances, abstrait. Il participe à de nombreuses expositions collectives depuis 1960 : 1962 Musée d'art moderne de Tokyo ; 1971 Musée de la ville de Tokyo et Musée d’art moderne de Kyoto ; 1982-83 Musée municipal de Mie ; 1985 Musée municipal de Kaganawa ; 1986 Festival international de peinture de Cagnes-sur-Mer ; 1992 Miami International Art Exposition. Il présente ses œuvres dans des expositions personnelles depuis 1966 à Tokyo, depuis 1971 à Nagoya, et en 1984 à Paris notamment en 1990, 1992, 1995 à la galerie Lélia Mordoch. Il réalise plusieurs commandes publiques au Japon.
Il travaille par séries, Zénon, Quark, Mumuyé, Piments rouges… À ses huiles très fluides, il associe des pigments bruts. Sur les fonds lisses, à l'encontre des effets de transparence, des dessins au trait apparaissent, structurant la matière, laissant place au microcosme, fixant « la danse de l'être dans l'univers » (Lélia Mordoch). Dans les œuvres du milieu des années 1990, il manifeste son intérêt pour l'art africain, introduisant dans ses espaces imaginaires, les figures des sculptures des Mumuyés (peuple du Nord-Nigéria).